# Million Lights
„Million Lights“ (на български: Милион светлини) e песен на Шалиса, избрана да представи Нидерландия на детския песенен конкурс „Евровизия 2015“ в София.
Песента разказва историята на двама влюбени души, които не биха могли да бъдат заедно поради отдалечеността си един от друг; единственият начин да бъдат заедно е да гледат към звездите (на небето има милион светлини, които могат да бъдат наблюдавани навсякъде по света). Идеята за песента идва на Шалиса, когато се вглежда в прозореца на тавана, седейки на дивана. „От това място могат да се видят звездите в небето, когато е тъмно. Ето там дойде идеята за „Million Lights“, споделя певицата.